# Papuagrion pandanicolum
Papuagrion pandanicolum – gatunek ważki z rodziny łątkowatych (Coenagrionidae).